# Sieuwert Bruins Slot
Jan Albertus Hendrik Johan Sieuwert Bruins Slot (ur. 8 stycznia 1906 w Drachten, zm. 4 kwietnia 1972 w Haarlem) – holenderski polityk, prawnik i dziennikarz, deputowany krajowy i europejski, przewodniczący Partii Antyrewolucyjnej (1956–1958, 1959–1963), działacz ruchu oporu podczas II wojny światowej.

## Życiorys
Pochodził z rodziny protestanckiej, syn polityka Albertusa Bruinsa Slota i Antje Hoogeboom. Ukończył studia prawnicze na Wolnym Uniwersytecie w Amsterdamie, w 1931 obronił doktorat dotyczący Guillaume’a Groena van Prinstenera. Od 1928 do 1934 praktykował jako adwokat.
Wstąpił do Partii Antyrewolucyjnej. Od 1933 do 1942 pełnił funkcję burmistrza Adorpu (prowincja Groningen), zrezygnował ze stanowiska ze względu na nasilające się naciski ze strony niemieckiego okupanta i powrócił do zawodu adwokata. Od 1943 do 1945 nieoficjalnie przewodził podziemnym strukturom ARP po deportacji formalnego lidera, działał w ruchu oporu. Został redaktorem nielegalnego dziennika „Trouw” powiązanego z ugrupowaniem, po wojnie w latach 1945–1971 pozostawał jego redaktorem naczelnym. Opublikował również kilka książek i liczne artykuły.
W 1945 odmówił propozycji objęcia funkcji ministra spraw wewnętrznych. Działał na rzecz zjednoczenia partii chrześcijańskich w jednolite ugrupowanie (co nastąpiło dopiero w 1980 pod postacią Apelu Chrześcijańsko-Demokratycznego). Od 1946 do 1963 pozostawał deputowanym Tweede Kamer, od 1956 kierując partyjną frakcją. Zrezygnował z tej funkcji i mandatu w wyniku wewnątrzpartyjnych konfliktów o udział w rządzie i kwestię dekolonizacji Nowej Gwinei Holenderskiej. Kierował partią w latach 1956–1958 i 1959–1963. Był także oddelegowany do Zgromadzenia Parlamentarnego Rady Europy (1949–1954, 1955–1957) oraz Zgromadzenia Europejskiej Wspólnoty Węgla i Stali (1952–1955).
Od 1933 żonaty z Cornelie Rutgers, siostrą polityk Jacqueline Rutgers, z którą miał sześcioro dzieci. Po jej śmierci poślubił w 1953 Wilhelminę Chardon, z którą miał syna.

## Odznaczenia
Odznaczony m.in. Medalem Wolności (1946) i Orderem Lwa Niderlandzkiego III klasy (1957).